# Kappelrodeck
Kappelrodeck è un comune tedesco di 6 176 abitanti,  situato nel land del Baden-Württemberg.